# Russischer Fußballpokal 1995/96
Der Russische Fußballpokal 1995/96 war die vierte Austragung des russischen Pokalwettbewerbs der Männer nach dem Ende der Sowjetunion. Pokalsieger wurde Lokomotive Moskau. Das Team setzte sich im Finale am 11. Mai 1996 im Dynamo-Stadion von Moskau gegen Spartak Moskau durch. Titelverteidiger Dynamo Moskau schied im Halbfinale gegen den späteren Pokalsieger aus.

## Modus
Bis zur 4. Runde wurden die Paarungen nach regionalen Gesichtspunkten gelost. Die Spiele der ersten Runde wurden im April ausgetragen, das Finale im darauffolgenden Jahr im Mai, sodass sich der Pokalwettbewerb über 13 Monate erstreckte. Alle Begegnungen wurden in einem Spiel ausgetragen. Bei unentschiedenem Ausgang wurde zur Ermittlung des Siegers eine Verlängerung gespielt. Stand danach kein Sieger fest, folgte ein Elfmeterschießen. Der Pokalsieger qualifizierte sich für den Europapokal der Pokalsieger.

## Teilnehmende Teams
| Oberste Liga (16) | Oberste Liga (16) | 1. Liga (22) | 1. Liga (22) |
| --- | --- | --- | --- |
| - Dynamo Moskau - Lokomotive Moskau - Spartak Moskau - Torpedo Moskau - ZSKA Moskau - Dynamo-Gasowik Tjumen - KAMAS Nabereschnyje Tschelny - Krylja Sowetow Samara | - Lokomotive Nischni Nowgorod - Rostselmasch Rostow - Rotor Wolgograd - Schemtschuschina Sotschi - Tschernomorez Noworossijsk - Spartak-Alanija Wladikawkas - Tekstilschtschik Kamyschin - Uralmasch Jekaterinburg | - Asmaral Moskau - Baltika Kaliningrad - Dynamo Stawropol - Druschba Maikop - Fakel Woronesch - Irtysch Omsk - Kolos Krasnodar - FK Lada Toljatti - Lokomotive Tschita - FK Lutsch Wladiwostok - FK Neftechimik Nischnekamsk | - Okean Nachodka - Sarja Leninsk-Kusnezki - Smena-Saturn St. Petersburg - Schinnik Jaroslawl - FK Sokol Saratow - Swesda Irkutsk - Torpedo Arsamas - Torpedo Wolschski - Tschkalowez Nowosibirsk - Uralan Elista - Zenit St. Petersburg                                                                          |
| 2. Liga (55) | | | |
| - Amur Blagoweschtschensk - Angara Angarsk - Anschi Machatschkala - Arsenal Tula - Awangard-Kortek Kolomna - Awtodor-BMK Wladikawkas - Awtosaptschast Baksan - Industrija Obninsk - Dewon Oktjabrski - Dynamo Jakutsk - Dynamo Omsk - Dynamo Wologda - Energija Pjatigorsk - FK Sibir Kurgan            | - FK SKA-Chabarowsk - FK SKA Rostow - FK SKD Samara - FK Gattschina - Gasowik-Gasprom Ischewsk - Kawkaskabel Prochladny - ZSK WWS-Kristall Smolensk - Kuban Krasnodar - Kusbass Kemerewo - Lada Dimitrowgrad - Lokomotive St. Petersburg - Metallurg Krasnojarsk - Metallurg Lipezk - Metallurg Magnitogorsk                         | - Metallurg-Sabsib Nowokusnezk - Nosta Nowotroizk - Rubin Kasan - Samotlor-XXI Nischnewartowsk - Saturn Ramenskoje - FK Orechowo - FK Saljut Belgorod - Gekris Anapa - Spartak Naltschik - Spartak Schtschjolkowo - Swesda Gorodischtsche - FK Swesda Perm - Swetotechnika Saransk - Tekstilschtschik Iwanowo                                                           | - Irtysch Tobolsk - Tom Tomsk - FK Spartak Rjasan - Torpedo Rubzowsk - Torpedo Pawlowo - Torpedo Taganrog - Torpedo Wladimir - Trion-Wolga Twer - UralAZ Miass - Uralez Nischni Tagil - Wenez Gulkewitschi - Wolgar-Gasprom Astrachan - Zenit Ischewsk                                                           |
| 3. Liga (59) | | | |
| - Anguscht Malgobek - Astratex Astrachan - FK Wolgodonsk - Awangard Kursk - Beschtau Lermontow - Bulat Tscherepowez - Schachtjor Schachty - Chimik Dserschinsk - Dynamo Brjansk - Dynamo-2 Moskau - Dynamo Perm - Elektron Wjatskije Poljany - Energija Tschaikowski - Agidel Ufa - FK Don Nowomoskowsk | - Prometey-Dynamo St. Petersburg - FK TRASKO Moskau - FK Mosenergo Moskau - Olimp Kislowodsk - Gasowik Orenburg - FK Orjol - Maschinostroitel Sergijew Possad - Maschinostroitel Pskow - Monolit Moskau - FK Titan Reutow - Torgmasch Ljuberzy - Gornjak-Wanadij Katschkanar - Iriston Mosdok - Istotschnik Rostow - Judschin Samara | - KamASawtocentre Nabereschnyje Tschelny - Kraneks Iwanowo - Kristall Sergatsch - Kuban Slawjansk-na-Kubani - Lokomotive Mineralnyje Wody - Metisnik Magnitogorsk - Metallurg Krasny Sulin - Metallurg Pikaljowo - Metallurg Wyksa - Neftjanik Jaroslawl - Niwa Slawjansk-na-Kubani - Progress Selenodolsk - Rekord Aleksandrow - Saljut Saratow - Awtomobilist Noginsk | - Sodowik Sterlitamak - Spartak Alagir - Spartak-Bratskij Juschny - Spartak Kostroma - Spartak Tambow - Tekstilschtschik Ischejewka - Torpedo Armawir - Torpedo Mytischtschi - Trubnik Kamensk-Uralski - Turbostroitel Kaluga - Wjatka Kirow - Wolotschanin Wyschni Wolotschok - FK Wympel Rybinsk - Zenit Pensa |

Römische Ziffern in Klammern geben die Ligastufe an, an der die Vereine während der Saison 1995 teilnehmen.

## 1. Runde
| Datum      |                                             | Ergebnis              |                                       |
| ---------- | ------------------------------------------- | --------------------- | ------------------------------------- |
| 08.04.1995 | Trubnik Kamensk-Uralski (IV)                | kampflos              | Wjatka Kirow (IV)                     |
| 08.04.1995 | KamASawtocentre Nabereschnyje Tschelny (IV) | kampflos              | Progress Selenodolsk (IV)             |
| 08.04.1995 | Awtomobilist Noginsk (IV)                   | kampflos              | Rekord Aleksandrow (IV)               |
| 08.04.1995 | Torgmasch Ljuberzy (IV)                     | 2:3 n. V.             | Maschinostroitel Sergijew Possad (IV) |
| 08.04.1995 | FK Titan Reutow (IV)                        | 2:1                   | Monolit Moskau (IV)                   |
| 08.04.1995 | FK TRASKO Moskau (IV)                       | 0:1                   | FK Mosenergo Moskau (IV)              |
| 08.04.1995 | Dynamo-2 Moskau (IV)                        | 3:1                   | Torpedo Mytischtschi (IV)             |
| 08.04.1995 | FK Don Nowomoskowsk (IV)                    | 1:0                   | Arsenal Tula (III)                    |
| 22.04.1995 | Tekstilschtschik Ischejewka (III)           | kampflos              | Swetotechnika Saransk (III)           |
| 22.04.1995 | Spartak-Bratskij Juschny (IV)               | 2:2 n. V. (4:3 i. E.) | FK Wolgodonsk (IV)                    |
| 22.04.1995 | Spartak Alagir (III)                        | 0:1                   | Iriston Mosdok (IV)                   |
| 22.04.1995 | Schachtjor Schachty (IV)                    | 1:2                   | Istotschnik Rostow (IV)               |
| 22.04.1995 | Kristall Sergatsch (IV)                     | 4:2                   | Chimik Dserschinsk (IV)               |
| 22.04.1995 | Dynamo Perm (IV)                            | 1:1 n. V. (5:6 i. E.) | Energija Tschaikowski (IV)            |
| 22.04.1995 | Awangard Kursk (IV)                         | 1:0                   | FK Orjol (IV)                         |
| 26.04.1995 | Saljut Saratow (IV)                         | kampflos              | Dewon Oktjabrski (III)                |
| 26.04.1995 | Lokomotive Mineralnyje Wody (IV)            | kampflos              | Anguscht Malgobek (IV)                |
| 26.04.1995 | Kuban Slawjansk-na-Kubani (IV)              | 0:1                   | Wenez Gulkewitschi (III)              |
| 26.04.1995 | Kraneks Iwanowo (IV)                        | kampflos              | Torpedo Wladimir (III)                |
| 26.04.1995 | Elektron Wjatskije Poljany (IV)             | kampflos              | Gasowik-Gasprom Ischewsk (III)        |
| 26.04.1995 | Agidel Ufa (IV)                             | kampflos              | Metallurg Magnitogorsk (III)          |
| 26.04.1995 | Zenit Pensa (IV)                            | 3:0                   | FK SKD Samara (III)                   |
| 26.04.1995 | Torpedo Armawir (IV)                        | 0:1                   | Kuban Krasnodar (III)                 |
| 26.04.1995 | Sodowik Sterlitamak (IV)                    | 0:1                   | Nosta Nowotroizk (III)                |
| 26.04.1995 | Olimp Kislowodsk (IV)                       | 0:1                   | Kawkaskabel Prochladny (III)          |
| 26.04.1995 | Niwa Slawjansk-na-Kubani (IV)               | 2:1 n. V.             | Gekris Anapa (III)                    |
| 26.04.1995 | Metallurg Wyksa (IV)                        | 2:2 n. V. (4:3 i. E.) | Torpedo Pawlowo (III)                 |
| 26.04.1995 | Metallurg Krasny Sulin (IV)                 | 2:1                   | FK SKA Rostow (III)                   |
| 26.04.1995 | Gasowik Orenburg (IV)                       | 2:2 n. V. (1:3 i. E.) | UralAZ Miass (III)                    |
| 26.04.1995 | Beschtau Lermontow (IV)                     | 1:2                   | Awtodor-BMK Wladikawkas (III)         |
| 26.04.1995 | Awtosaptschast Baksan (III)                 | 3:2                   | Spartak Naltschik (III)               |
| 26.04.1995 | Astratex Astrachan (IV)                     | 3:6 n. V.             | Wolgar-Gasprom Astrachan (III)        |
| 26.04.1995 | Metisnik Magnitogorsk (IV)                  | 1:0                   | FK Sibir Kurgan (III)                 |
| 26.04.1995 | Gornjak-Wanadij Katschkanar (IV)            | 1:0                   | FK Swesda Perm (III)                  |
| 27.04.1995 | Zenit Ischewsk (III)                        | 1:0                   | Rubin Kasan (III)                     |
| 03.05.1995 | Turbostroitel Kaluga (IV)                   | 1:0                   | Dynamo Brjansk (IV)                   |
| 03.05.1995 | Metallurg Pikaljowo (IV)                    | 2:4 n. V.             | Prometey-Dynamo St. Petersburg (IV)   |

## 2. Runde
| Datum      |                                       | Ergebnis              |                                    |
| ---------- | ------------------------------------- | --------------------- | ---------------------------------- |
| 06.05.1995 | Irtysch Tobolsk (III)                 | 3:1                   | Samotlor-XXI Nischnewartowsk (III) |
| 06.05.1995 | Dynamo Omsk (III)                     | 1:4                   | Irtysch Omsk (II)                  |
| 06.05.1995 | Judschin Samara (IV)                  | kampflos              | Swetotechnika Saransk (III)        |
| 06.05.1995 | Wolotschanin Wyschni Wolotschok (IV)  | kampflos              | Trion-Wolga Twer (III)             |
| 06.05.1995 | Turbostroitel Kaluga (IV)             | 3:1 n. V.             | Industrija Obninsk (III)           |
| 06.05.1995 | Spartak Kostroma (IV)                 | kampflos              | Tekstilschtschik Iwanowo (III)     |
| 06.05.1995 | Swesda Gorodischtsche (III)           | 3:1                   | Energija Pjatigorsk (III)          |
| 06.05.1995 | Torpedo Wladimir (III)                | 3:1                   | Awangard-Kortek Kolomna (III)      |
| 06.05.1995 | Torpedo Rubzowsk (III)                | 3:2 n. V.             | Tom Tomsk (III)                    |
| 06.05.1995 | FK Titan Reutow (IV)                  | 1:0                   | Saturn Ramenskoje (III)            |
| 06.05.1995 | Spartak Tambow (IV)                   | 0:3                   | Metallurg Lipezk (III)             |
| 06.05.1995 | Saljut Saratow (IV)                   | 2:1                   | Zenit Pensa (IV)                   |
| 06.05.1995 | Prometey-Dynamo St. Petersburg (IV)   | 1:2 n. V.             | FK Gattschina (III)                |
| 06.05.1995 | Niwa Slawjansk-na-Kubani (IV)         | 3:1 n. V.             | Torpedo Taganrog (III)             |
| 06.05.1995 | Neftjanik Jaroslawl (IV)              | 1:1 n. V. (4:2 i. E.) | FK Wympel Rybinsk (IV)             |
| 06.05.1995 | Metallurg-Sabsib Nowokusnezk (III)    | 0:1                   | Kusbass Kemerewo (III)             |
| 06.05.1995 | Metallurg Wyksa (IV)                  | 0:0 n. V. (3:4 i. E.) | Kristall Sergatsch (IV)            |
| 06.05.1995 | Maschinostroitel Sergijew Possad (IV) | 0:1                   | FK Orechowo (III)                  |
| 06.05.1995 | Maschinostroitel Sergijew Possad (IV) | 2:1                   | ZSK WWS-Kristall Smolensk (III)    |
| 06.05.1995 | Kuban Krasnodar (III)                 | 2:2 n. V. (4:2 i. E.) | Wenez Gulkewitschi (III)           |
| 06.05.1995 | Kawkaskabel Prochladny (III)          | 1:2 n. V.             | Anguscht Malgobek (IV)             |
| 06.05.1995 | Istotschnik Rostow (IV)               | 0:1                   | Metallurg Krasny Sulin (IV)        |
| 06.05.1995 | Iriston Mosdok (IV)                   | 1:0                   | Awtosaptschast Baksan (III)        |
| 06.05.1995 | FK Don Nowomoskowsk (IV)              | 3:0                   | FK Spartak Rjasan (III)            |
| 06.05.1995 | Bulat Tscherepowez (IV)               | 0:1 n. V.             | Lokomotive St. Petersburg (III)    |
| 06.05.1995 | Awtomobilist Noginsk (IV)             | 2:0                   | Spartak Schtschjolkowo (III)       |
| 06.05.1995 | Awtodor-BMK Wladikawkas (III)         | 3:1                   | Spartak-Bratskij Juschny (IV)      |
| 06.05.1995 | Awangard Kursk (IV)                   | 2:1                   | FK Saljut Belgorod (III)           |
| 06.05.1995 | Angara Angarsk (III)                  | 0:2                   | Metallurg Krasnojarsk (III)        |
| 06.05.1995 | Amur Blagoweschtschensk (III)         | 1:0                   | FK SKA-Chabarowsk (III)            |
| 06.05.1995 | Metisnik Magnitogorsk (IV)            | 3:6 n. V.             | UralAZ Miass (III)                 |
| 06.05.1995 | Zenit Ischewsk (III)                  | 0:2                   | Lada Dimitrowgrad (III)            |
| 06.05.1995 | Gasowik-Gasprom Ischewsk (III)        | 5:2 n. V.             | Progress Selenodolsk (IV)          |
| 06.05.1995 | Wolgar-Gasprom Astrachan (III)        | 0:2                   | Anschi Machatschkala (III)         |
| 06.05.1995 | Metallurg Magnitogorsk (III)          | 0:4                   | Nosta Nowotroizk (III)             |
| 06.05.1995 | Gornjak-Wanadij Katschkanar (IV)      | 2:3                   | Uralez Nischni Tagil (III)         |
| 06.05.1995 | Energija Tschaikowski (IV)            | 2:0                   | Trubnik Kamensk-Uralski (IV)       |
| 07.05.1995 | FK Mosenergo Moskau (IV)              | 2:0                   | Dynamo-2 Moskau (IV)               |

## 3. Runde
| Datum      |                                 | Ergebnis              |                                  |
| ---------- | ------------------------------- | --------------------- | -------------------------------- |
| 15.05.1995 | Dynamo Jakutsk (IV)             | kampflos              | Okean Nachodka (II)              |
| 15.05.1995 | Anschi Machatschkala (III)      | kampflos              | Uralan Elista (II)               |
| 15.05.1995 | Swesda Gorodischtsche (III)     | 1:1 n. V. (5:4 i. E.) | Dynamo Stawropol (II)            |
| 15.05.1995 | Tekstilschtschik Iwanowo (III)  | 3:0                   | Schinnik Jaroslawl (II)          |
| 15.05.1995 | Metallurg Krasny Sulin (IV)     | 2:0                   | Kolos Krasnodar (II)             |
| 15.05.1995 | FK Orechowo (III)               | 2:1                   | Awtomobilist Noginsk (IV)        |
| 15.05.1995 | FK Don Nowomoskowsk (IV)        | 1:0 n. V.             | FK Sokol Saratow (II)            |
| 16.05.1995 | Amur Blagoweschtschensk (III)   | kampflos              | FK Lutsch Wladiwostok (II)       |
| 16.05.1995 | Turbostroitel Kaluga (IV)       | 2:3                   | Asmaral Moskau (II)              |
| 16.05.1995 | Trion-Wolga Twer (III)          | 1:7                   | Zenit St. Petersburg (II)        |
| 16.05.1995 | Torpedo Wladimir (III)          | 1:0                   | Neftjanik Jaroslawl (IV)         |
| 16.05.1995 | Saljut Saratow (IV)             | 1:1 n. V. (1:3 i. E.) | FK Lada Toljatti (II)            |
| 16.05.1995 | Metallurg Lipezk (III)          | 3:2 n. V.             | Torpedo Wolschski (II)           |
| 16.05.1995 | Metallurg Krasnojarsk (III)     | 1:0                   | Swesda Irkutsk (II)              |
| 16.05.1995 | Maschinostroitel Pskow (IV)     | 0:2                   | Baltika Kaliningrad (II)         |
| 16.05.1995 | Lokomotive St. Petersburg (III) | 0:1                   | Dynamo Wologda (III)             |
| 16.05.1995 | Lada Dimitrowgrad (III)         | 2:1 n. V.             | Swetotechnika Saransk (III)      |
| 16.05.1995 | Kusbass Kemerewo (III)          | 0:0 n. V. (4:5 i. E.) | Torpedo Rubzowsk (III)           |
| 16.05.1995 | Kuban Krasnodar (III)           | 3:1                   | Niwa Slawjansk-na-Kubani (IV)    |
| 16.05.1995 | Kristall Sergatsch (IV)         | 3:1 n. V.             | Torpedo Arsamas (II)             |
| 16.05.1995 | FK Gattschina (III)             | 1:0                   | Smena-Saturn St. Petersburg (II) |
| 16.05.1995 | Awtodor-BMK Wladikawkas (III)   | 3:0                   | Druschba Maikop (II)             |
| 16.05.1995 | Awangard Kursk (IV)             | 1:2                   | Fakel Woronesch (II)             |
| 16.05.1995 | Anguscht Malgobek (IV)          | 2:0                   | Iriston Mosdok (IV)              |
| 16.05.1995 | Uralez Nischni Tagil (III)      | 2:1                   | Energija Tschaikowski (IV)       |
| 16.05.1995 | Nosta Nowotroizk (III)          | 1:0                   | UralAZ Miass (III)               |
| 16.05.1995 | Irtysch Omsk (II)               | 3:3 n. V. (3:2 i. E.) | Irtysch Tobolsk (III)            |
| 16.05.1995 | Gasowik-Gasprom Ischewsk (III)  | 1:3                   | FK Neftechimik Nischnekamsk (II) |
| 15.06.1995 | FK Mosenergo Moskau (IV)        | 1:2 n. V.             | FK Titan Reutow (IV)             |

## 4. Runde
| Datum      |                                  | Ergebnis              |                                |
| ---------- | -------------------------------- | --------------------- | ------------------------------ |
| 04.07.1995 | Anschi Machatschkala (III)       | kampflos              | Swesda Gorodischtsche (III)    |
| 04.07.1995 | Torpedo Wladimir (III)           | 1:3                   | Tekstilschtschik Iwanowo (III) |
| 04.07.1995 | Torpedo Rubzowsk (III)           | 0:2                   | Sarja Leninsk-Kusnezki (II)    |
| 04.07.1995 | Metallurg Lipezk (III)           | 5:1                   | FK Titan Reutow (IV)           |
| 04.07.1995 | Metallurg Krasnojarsk (III)      | 0:0 n. V. (4:3 i. E.) | Lokomotive Tschita (II)        |
| 04.07.1995 | Lada Dimitrowgrad (III)          | 3:0                   | Kristall Sergatsch (IV)        |
| 04.07.1995 | Kuban Krasnodar (III)            | 3:2                   | Metallurg Krasny Sulin (IV)    |
| 04.07.1995 | Dynamo Jakutsk (III)             | 2:3                   | Amur Blagoweschtschensk (III)  |
| 04.07.1995 | Asmaral Moskau (II)              | 2:1                   | FK Don Nowomoskowsk (IV)       |
| 04.07.1995 | Zenit St. Petersburg (II)        | 6:0                   | Dynamo Wologda (III)           |
| 04.07.1995 | FK Neftechimik Nischnekamsk (II) | 2:1 n. V.             | Uralez Nischni Tagil (III)     |
| 04.07.1995 | Nosta Nowotroizk (III)           | 2:0                   | FK Lada Toljatti (II)          |
| 04.07.1995 | Fakel Woronesch (II)             | 0:1                   | FK Orechowo (III)              |
| 04.07.1995 | Irtysch Omsk (II)                | 4:3 n. V.             | Tschkalowez Nowosibirsk (II)   |
| 04.07.1995 | Baltika Kaliningrad (II)         | 2:0                   | FK Gattschina (III)            |
| 15.07.1995 | Anguscht Malgobek (IV)           | 1:0 n. V.             | Awtodor-BMK Wladikawkas (III)  |

## 5. Runde
Die 16 Erstligisten stiegen in dieser Runde ein und mussten auswärts antreten.
| Datum      |                                  | Ergebnis              |                                  |
| ---------- | -------------------------------- | --------------------- | -------------------------------- |
| 04.10.1995 | Asmaral Moskau (II)              | kampflos              | Spartak Moskau (I)               |
| 04.10.1995 | Amur Blagoweschtschensk (III)    | kampflos              | Dynamo-Gasowik Tjumen (I)        |
| 04.10.1995 | Sarja Leninsk-Kusnezki (II)      | 1:3                   | Tschernomorez Noworossijsk (I)   |
| 04.10.1995 | Tekstilschtschik Iwanowo (III)   | 0:1                   | Dynamo Moskau (I)                |
| 04.10.1995 | FK Neftechimik Nischnekamsk (II) | 1:1 n. V. (4:5 i. E.) | Tekstilschtschik Kamyschin (I)   |
| 04.10.1995 | Lada Dimitrowgrad (III)          | 0:1                   | Lokomotive Nischni Nowgorod (I)  |
| 04.10.1995 | Kuban Krasnodar (III)            | 2:3                   | Schemtschuschina Sotschi (I)     |
| 04.10.1995 | FK Orechowo (III)                | 0:3                   | Rotor Wolgograd (I)              |
| 04.10.1995 | Anschi Machatschkala (III)       | 2:1 n. V.             | Spartak-Alanija Wladikawkas (I)  |
| 04.10.1995 | Anguscht Malgobek (IV)           | 1:0                   | Rostselmasch Rostow (I)          |
| 04.10.1995 | Nosta Nowotroizk (III)           | 1:2 n. V.             | KAMAS Nabereschnyje Tschelny (I) |
| 04.10.1995 | Irtysch Omsk (II)                | 3:1                   | Krylja Sowetow Samara (I)        |
| 04.10.1995 | Zenit St. Petersburg (II)        | 0:4                   | Lokomotive Moskau (I)            |
| 04.10.1995 | Metallurg Krasnojarsk (III)      | 0:3                   | Uralmasch Jekaterinburg (I)      |
| 04.10.1995 | Metallurg Lipezk (III)           | 1:0 n. V.             | Torpedo Moskau (I)               |
| 04.10.1995 | Baltika Kaliningrad (II)         | 1:2 n. V.             | ZSKA Moskau (I)                  |

## Achtelfinale
| Datum      |                                  | Ergebnis  |                                 |
| ---------- | -------------------------------- | --------- | ------------------------------- |
| 04.11.1995 | KAMAS Nabereschnyje Tschelny (I) | kampflos  | Amur Blagoweschtschensk (III)   |
| 04.11.1995 | Schemtschuschina Sotschi (I)     | 0:3       | Anschi Machatschkala (III)      |
| 04.11.1995 | Tekstilschtschik Kamyschin (I)   | 1:0 n. V. | Metallurg Lipezk (III)          |
| 04.11.1995 | Spartak Moskau (I)               | 2:0       | Anguscht Malgobek (IV)          |
| 04.11.1995 | ZSKA Moskau (I)                  | 3:0       | Lokomotive Nischni Nowgorod (I) |
| 04.11.1995 | Tschernomorez Noworossijsk (I)   | 0:2       | Dynamo Moskau (I)               |
| 04.11.1995 | Rotor Wolgograd (I)              | 4:0       | Irtysch Omsk (II)               |
| 04.11.1995 | Lokomotive Moskau (I)            | 4:0       | Uralmasch Jekaterinburg (I)     |

## Viertelfinale
| Datum      |                                  | Ergebnis |                                |
| ---------- | -------------------------------- | -------- | ------------------------------ |
| 09.04.1996 | Lokomotive Moskau (I)            | 1:0      | Tekstilschtschik Kamyschin (I) |
| 10.04.1996 | KAMAS Nabereschnyje Tschelny (I) | 0:1      | Spartak Moskau (I)             |
| 11.04.1996 | Dynamo Moskau (I)                | 2:1      | Anschi Machatschkala (III)     |
| 17.04.1996 | Rotor Wolgograd (I)              | 2:0      | ZSKA Moskau (I)                |

## Halbfinale
| Datum      |                    | Ergebnis |                       |
| ---------- | ------------------ | -------- | --------------------- |
| 30.04.1996 | Dynamo Moskau (I)  | 0:1      | Lokomotive Moskau (I) |
| 01.05.1996 | Spartak Moskau (I) | 3:1      | Rotor Wolgograd (I)   |

## Finale
| Paarung           | Spartak Moskau – Lokomotive Moskau |
| Ergebnis          | 2:3 (2:2) |
| Datum             | 11. Mai 1996 |
| Stadion           | Dynamo-Stadion, Moskau |
| Zuschauer         | 20.000 |
| Schiedsrichter    | Nikolai Lewnikow |
| Tore              | 0:1 Aleksei Kosolapow (10.) 1:1 Aleksandr Lipko (22.) 2:1 Juri Nikiforow (30., Foulelfmeter) 2:2 Aleksei Kosolapow (43., Foulelfmeter) 2:3 Juri Drosdow (85.) |
| Spartak Moskau    | Aleksandr Filimonow – Dmitri Ananko, Juri Nikiforow, Ilja Zymbalar, Sergei Gorlukowitsch – Aleksandr Lipko (68. Jegor Titow), Andrei Pjatnizki (60. Valerj Ketschinow), Aleksei Meljoschin, Aleksandr Schirko – Wadim Jessejew (85. Wladimir Dschubanow), Andrei Tichonow Cheftrainer: Georgi Jarzew |
| Lokomotive Moskau | Sergei Owtschinnikow – Igor Tscherewtschenko, Juri Drosdow, Jewgeni Charlatschjow, Sargis Howhannisjan – Igor Tschugainow, Aleksei Kosolapow , Sjarhej Hurenka, Aleksei Snigirjow (83. Sasa Dschanaschia) – Oleg Jelyschew, Andrei Solomatin Cheftrainer: Juri Sjomin                                |
| Gelbe Karten      | Ilja Zymbalar – Jewgeni Charlatschjow, Juri Drosdow, Aleksei Kosolapow |